# Settore di sezione

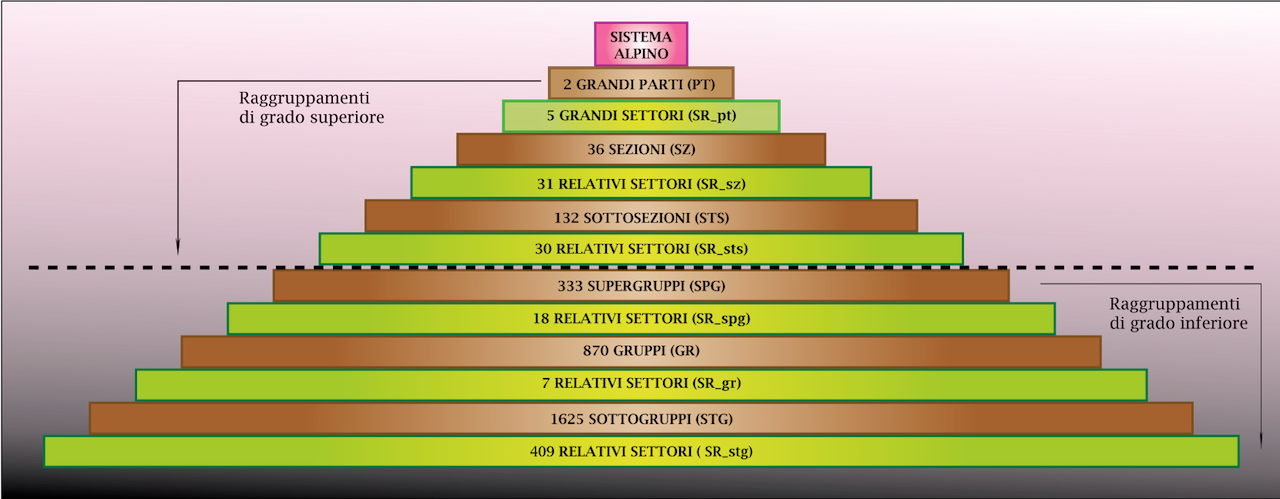
Piramide SOIUSA, ovvero le varie suddivisioni delle Alpi secondo la SOIUSA.

Con Settore di sezione (abbreviato in: SR di SZ) si indica un particolare massiccio alpino individuato dalla SOIUSA.
La SOIUSA definisce 36 sezioni nella catena alpina. Talvolta per maggiore corrispondenza con altre classificazioni e per maggior rispetto delle varie definizioni dei gruppi alpini inserisce prima della normale suddivisione della sezione in sottosezioni un'ulteriore suddivisione in settori di sezione.

## Elenco
Di seguito viene presentato l'elenco dei trentuno settori di sottosezione individuati dalla SOIUSA
1. Alpi Settentrionali del Delfinato (Alpi del Delfinato)
2. Alpi Centrali del Delfinato  (Alpi del Delfinato)
3. Alpi Meridionali del Delfinato  (Alpi del Delfinato)
4. Prealpi Orientali del Delfinato (Prealpi del Delfinato)
5. Prealpi Settentrionali del Delfinato (Prealpi del Delfinato)
6. Prealpi Occidentali del Delfinato (Prealpi del Delfinato)
7. Alpi Graie Meridionali (Alpi Graie)
8. Alpi Graie Settentrionali (Alpi Graie)
9. Prealpi Nord-orientali di Savoia (Prealpi di Savoia)
10. Prealpi Sud-occidentali di Savoia  (Prealpi di Savoia)
11. Alpi Pennine Occidentali (Alpi Pennine)
12. Alpi Pennine Orientali (Alpi Pennine)
13. Prealpi Svizzere Occidentali (Prealpi Svizzere)
14. Prealpi Svizzere Centrali (Prealpi Svizzere)
15. Prealpi Svizzere Orientali (Prealpi Svizzere)
16. Alpi Retiche Sud-occidentali (Alpi Retiche occidentali)
17. Alpi Retiche Nord-occidentali (Alpi Retiche occidentali)
18. Prealpi Occidentali di Stiria (Prealpi di Stiria)
19. Prealpi Centro-orientali di Stiria (Prealpi di Stiria)
20. Alpi Calcaree Nordtirolesi Occidentali (Alpi Calcaree Nordtirolesi)
21. Alpi Calcaree Nordtirolesi Centrali (Alpi Calcaree Nordtirolesi)
22. Alpi Calcaree Nordtirolesi Orientali (Alpi Calcaree Nordtirolesi)
23. Alpi Bavaresi Occidentali (Alpi Bavaresi)
24. Prealpi Bavaresi  (Alpi Bavaresi)
25. Alpi Bavaresi Orientali (Alpi Bavaresi)
26. Alpi del Salzkammergut (Alpi del Salzkammergut e dell'Alta Austria)
27. Prealpi dell'Alta Austria  (Alpi del Salzkammergut e dell'Alta Austria)
28. Alpi dell'Ortles e della Val di Non (Alpi Retiche meridionali)
29. Alpi dell'Adamello e di Brenta (Alpi Retiche meridionali)
30. Dolomiti Orientali (Dolomiti)
31. Dolomiti Occidentali (Dolomiti)